# Tatenda Tsumba
Tatenda Tsumba, detto Bampa (Harare, 12 novembre 1991), è un velocista zimbabwese. Ha rappresentato lo Zimbabwe ai Giochi olimpici di Rio de Janeiro 2016, dove è stato eliminato in batteria nei 200 metri piani.

## Palmarès
| Anno | Manifestazione      | Sede           | Evento      | Risultato  | Prestazione | Note |
| ---- | ------------------- | -------------- | ----------- | ---------- | ----------- | ---- |
| 2015 | Mondiali            | Pechino        | 200 m piani | Batteria   | 20"21       |      |
| 2016 | Giochi olimpici     | Rio de Janeiro | 200 m piani | Batteria   | 21"04       |      |
| 2018 | Campionati africani | Asaba          | 100 m piani | Semifinale | 10"45       |      |
| 2018 | Campionati africani | Asaba          | 200 m piani | 4º         | 20"70       |      |
| 2019 | World Relays        | Yokohama       | 4 × 100 m   | Batteria   | dq          |      |
| 2019 | Giochi panafricani  | Rabat          | 200 m piani | Semifinale | dq          |      |
| 2019 | Giochi panafricani  | Rabat          | 4 × 100 m   | 6º         | 39"82       |      |